# 25美分硬币
四分之一美元（英語：quarter dollar；常縮寫為）是現行美国硬币的一种，面值相等于四分之一美元，即25美分，于1796年开始正式铸造生产。

## 版本一览
25美分硬币自1796年正式发行以来，一共有6个主要版本，除了巴伯25美分是以设计师的名字命名以外，其它硬币的名字都来源于硬币的正面图案。
| 银币                                                  |                                               |
| 波浪头像 （Draped Bust）                              | 小鹰 1796年                                   |
| 波浪头像 （Draped Bust）                              | 国徽鹰 1804年－1807年                         |
| 带帽头像 （Capped Bust）                              | 大尺寸有题铭（E PLURIBUS UNUM）1815年－1828年 |
| 带帽头像 （Capped Bust）                              | 小尺寸无题铭 1831年－1838年                   |
| 坐姿自由女神 （United States Seated Liberty coinage） | 无题铭 1838年－1866年                         |
| 坐姿自由女神 （United States Seated Liberty coinage） | 有题铭（IN GOD WE TRUST）1866年－1891年       |
| 巴伯（United States Barber coinage）                  | 1892年－1916年                                |
| 站姿自由女神 （Standing Liberty）                     | 版本一 1916年－1917年                         |
| 站姿自由女神 （Standing Liberty）                     | 版本二 1917年－1930年                         |
| 华盛顿（Washington）                                  | 1932年－1964年                                |
| 合金                                                  |                                               |
| 华盛顿（Washington）                                  | 1965年－1998年                                |

## 现今设计
目前流通的25美分硬币是合金制成（8.33% 镍和91.67%铜），重量为5.670克（0.182 金衡盎司），直径为24.26 毫米（0.955 英寸），厚度为1.75 毫米（0.069 英寸）。1965年首次发行合金25美分硬币，里面是全铜，外面包裹着75%铜和25%镍的合金，就像三明治一样，当时美国总统为林登·约翰逊，因此这套硬币也被称作“约翰逊三明治”。每一枚硬币的制作成本是4.29美分，而1965年之前，硬币的成分是90%银和10%铜，银是贵金属，制作成本较高。
25美分硬币的正面头像是乔治·华盛顿，最初由设计师约翰·弗拉纳根于1932年设计，背面图案是一只鹰。
1999年，美国50州25美分纪念币项目开始实施，威廉·卡曾斯重新设计了25美分硬币正面的华盛顿头像，背面图案则为美国的各个洲。该项目计划每年发行五枚硬币，代表五个州，希望藉此让年轻一代了解各州的人文历史等传统文化，共计10年50州。在项目执行期间，普通的25美分硬币暂停发行。
2007年1月23日，美国众议院通过392号议案，决定将华盛顿哥伦比亚特区和美国另外五个未成为州的大地区也加入50州硬币项目。这些地区是波多黎各、关岛、美属萨摩亚、美属维尔京群岛和北马里亚纳群岛。2009年，这六枚硬币发行完毕。
自2022年起，铸币局开始流通一套以美国知名女性为图案的25美分硬币，首年发行的首批五个图案包括马娅·安杰卢、萨莉·莱德、威尔马·曼基勒、阿德琳娜·奥特罗-沃伦和黄柳霜。